# Ammophila sabulosa
Ammophila sabulosa é uma espécie de insetos himenópteros, mais especificamente de vespas pertencente à família Sphecidae.
A autoridade científica da espécie é Linnaeus, tendo sido descrita no ano de 1758.
Trata-se de uma espécie presente no território português.